# Liriomyza grandis
Liriomyza grandis är en tvåvingeart som beskrevs av Spencer 1963. Liriomyza grandis ingår i släktet Liriomyza och familjen minerarflugor. Inga underarter finns listade i Catalogue of Life.